# Pep Sala
Josep Sala i Bellavista, más conocido como Pep Sala (Vic, 17 de julio de 1960) es un músico y cantautor español. Toda su obra está escrita en catalán. Fue cofundador junto a Carles Sabater y a Joan Capdevila del grupo de rock catalán, Sau en donde tocaba la guitarra y era compositor de la música.

## Años de estudios
Estudió música en Gran Bretaña y colaboró en bandas sonoras para la productora Warner Bros en Londres e Irlanda. Formó parte de grupos como Midnite Hour, Eclipse y Ninja con los que realizó giras por Europa.[cita requerida]

## Años con Sau

### Formación de Sau
En 1985 volvió a Cataluña para crear una escuela de música en donde conoció a Carles Sabater en motivo de una entrevista para el canal de televisión autonómico TV3.[cita requerida] A partir de ahí, Sala y Sabater forjaron una amistad inseparable hasta la muerte del segundo con el que editó diez discos y numerosas compilaciones.

### Éxitos con Sau
Su carrera con Sau comenzó en 1986 con el disco No puc deixar de fumar. Lo siguió en 1987 el álbum Per la porta de servei, pero no fue hasta 1990 cuando alcanzaron el éxito multitudinario con la publicación del álbum Quina nit, disco que albergó su tema más conocido «Boig per tu», versionado en múltiples ocasiones por diferentes cantantes como Luz Casal, Pato & Presi o Shakira.
El 14 de junio de 1991 actuó en el Palau Sant Jordi frente a 22.104 personas con su grupo Sau y otros representativos del rock catalán como Els Pets, Sopa de cabra o Sangtraït en un concierto que fue un hito para el rock catalán. Pese a la importancia de este evento, Sala declaró que: «el del Sant Jordi no fue el mejor concierto de nuestra vida».
Sau, declaró Pep Sala, «murió con Carles Sabater» el 13 de febrero de 1999 en Villafranca del Panadés, tras el concierto que ofreció la banda para iniciar su gira "XII".

## Años con La Banda del Bar
En 1993 fundó Pep Sala & La Banda del Bar para continuar con sus inquietudes musicales durante los años sábaticos de Sau mientras Sabater se centró en su carrera como actor. Durante 1993 con La Banda del Bar editó Fins que calgui y en 1997 Paranys de la memòria.

## Años en solitario
La carrera en solitario de Sala se inició en 1999 con la publicación de su primer disco como cantautor, ya al margen de Sau y de La Banda del Bar, titulado Nascuts en la boira. Su carrera se dilata hasta 2009 cuando editó su último disco hasta la fecha titulado Anatomia de la relativitat.

## Discografía

### Con Sau
- No puc deixar de fumar (1987)
- Per la porta de servei (1989)
- Quina nit (1990)
- El més gran dels pecadors (1991)
- Concert de mitjanit (1992, directo)
- Els singles (1992)
- Junts de nou per primer cop (1994)
- Cançons perdudes, rareses, remescles (1995, recopilatorio)
- Set (1996)
- Bàsic (1997, directo acústico)
- Amb la lluna a l'esquena (1998)
- Un grapat de cançons per si mai et fan falta (2003)

### Con La Banda del Bar
- Fins que calgui (1993)
- Paranys de la memòria (1997)

### En solitario
- Nascuts en la boira (1999)
- Carpe Diem (2001)
- Una nit amb l'orquestra (2003)
- Crítica de la raó pura (2004)
- Concert de la raó pura (Edición limitada, inédito) (2005)
- Un petit moment de dubte (2007)
- Manual teòric i pràctic sobre el pas del temps (2008)
- Anatomía de la relativitat (2009)

### Otros proyectos
- Compositor de la sintonía Aquest Any cent! (1998) (programa de TV3 que conmemoraba los 100 años de existencia del Fútbol Club Barcelona).
- Con Jack Lucien «Be With You» (2011) (versión en inglés inspirada en «Boig per tu»).